# 椎木里佳
椎木 里佳（しいき りか、1997年〈平成9年〉11月21日 - ）は、日本の実業家。株式会社AMFの創業者で代表取締役社長、株式会社Alink代表取締役社長 。株式会社TOKYO GIRLS COLLECTION元顧問。こども家庭庁こども家庭審議会委員。

## 人物
東京都千代田区出身。父は『秘密結社鷹の爪』の制作などで知られる株式会社DLEの元代表取締役・椎木隆太。
千代田区立番町幼稚園、慶應義塾幼稚舎、慶應義塾中等部、慶應義塾女子高等学校を経て、慶應義塾大学文学部倫理学専攻を卒業。また、父と祖父も慶應義塾大学出身である。曾祖父は「シイキ写真館」創業者であり、現在は伯父が継いで親子3代に渡って続いている。父方の祖母は医師家系である。
元フジテレビアナウンサーの渡邊渚は女子高からの友達である。

## 来歴
- 2013年、中学校3年生だったころにバレンタインデーにあたる2月14日、起業家の父の助言を受けつつ、「かわいいを社会に発信」をテーマにメディア事業や女子中高生をターゲットにした商品やブランドのプロデュース事業を行う株式会社「AMF」を設立、代表取締役社長に就任[12]。5月にはサイバーエージェントの運営による女子中高生向け調査情報発信サイト「JCJK総研」の編集長に就任、9月発売の『週刊SPA!』（9月17・24日号）で“日本一カワイイ女子高生起業家”と紹介され、誌面で米国の投資家から「シリコンバレーから見てもとても可能性のある魅力的な起業家」と評価を受けている[13]。
- 2014年には神奈川県知事（黒岩祐治）公認「神奈川いろいろ知り大使」に就任[14]。女子中高生メンバー50名を擁する「JCJK調査隊」を率いての事業活動に加え、『日経ビジネスオンライン』への連載寄稿も開始[15]。「世界の10代を元気に」をモットーとしたテレビ番組『Tokyo Teens TV』の制作や、スマホアプリ「JKめざまし」の制作等に携わりつつ、“女子高生起業家”として各種講演やテレビ出演などの仕事もこなすようになった[16]。
- 2015年には父が買収した株式会社TOKYO GIRLS COLLECTION[10]、タグピク株式会社の顧問に就任。『サンデー・ジャポン』、『人生が変わる1分間の深イイ話』、『あさイチ』へのメディア出演があった[17]。
- 2016年には初の自著『女子高生社長、経営を学ぶ』を発売[18]。2016年6月には2冊目の著書となる『大人たちには任せておけない！政治のこと』を発売。米経済誌『フォーブス』の姉妹誌にあたる『フォーブス・アジア』の「フォーブス30アンダー30」の1人に選ばれた[19][20]。
- 2019年6月28日、慶應義塾大学の塾生代表選挙に立候補し3人中3位の得票率を得るも、落選する。[要出典]
- 2021年5月、NHK（日本放送協会）中央放送番組審議会委員に史上最年少で就任[21]（2025年6月、任期満了で退任[22]）。
- 2022年12月13日、自身のInstagramにて「中学校からの先輩であり、起業家の後輩」で「起業家仲間」の男性と結婚した事を報告した。
- 2024年3月29日、自身のInstagramで、第1子の妊娠を報告[23]、同年8月9日、自身のInstagramで出産を報告した[24]。
- 2025年5月、株式会社レイブリの取締役COO（最高執行責任者）に就任[25]。
- 2025年6月、こども家庭庁こども家庭審議会委員に就任[4]。

## 株式会社AMF
- 2013年2月14日設立。日本で起業できる最低年齢（15歳）での会社設立。
- 社名の由来は家訓であるという「感謝・謙虚・全力」の英訳単語の頭文字[26]。
- 「すべての事に感謝（Appreciation）する」、「誰に対しても謙虚（Modesty）でいる」、「ささいな事に対しても全力（Full-power）でやる」[27]。これは社是にもなっている[28]。起業時の資本金は45万円[29]。自身の貯金と父親からの借金で工面したという[30]。その後売上増のため、1000万円に増資[31]。
- 起業の翌年、2014年に発足させた全国80名の女子中高生からなるマーケティング部隊「JCJK調査隊」を組織し、主力事業にしている[32]。
- 2017年に「JC・JK流行語大賞」を発表。モノ部門で「チーズタッカルビ」、ヒト部門で「TWICE」を大賞に選び、2018年はヒト・モノ・アプリなどあらゆる場面で韓国コンテンツへの人気がさらに集まる「クールコリア」現象が起こると予測している。[33]

## 著書

### 単著
- 『大人たちには任せておけない! 政治のこと 18歳社長が斬る、政治の疑問』（2016年6月16日、マガジンハウス社）ISBN 978-4838728565

### 共著
- 椎木隆太『女子高生社長、経営を学ぶ。』（2016年1月29日、ダイヤモンド社）ISBN 978-4478068113[34]

### 連載
- 『最新JKマーケティング 〜いまどきの女子高生事情〜』（2014年3月 - 、日経BP社「日経ビジネスオンライン」） [35]
- 『女子高生社長、経営を学ぶ。』（2015年11月 - 、ダイヤモンド社「ダイヤモンド社書籍オンライン」） - 椎木隆太との共著[36]